# Tansen
Tansen (in lingua nepali: तानसेन) è una municipalità del Nepal, capoluogo del distretto di Palpa.